# 777 (álbum)
777 é o segundo álbum de estúdio da carreira da banda brasileira Pollo, lançado originalmente em 23 de junho de 2014 pela gravadora Som Livre. O álbum possui 13 faixas. Deste, foram retirados os singles "Fiesta Muy Loka" e "Gênio da Lâmpada", que teve a participação de Levi Lima da banda Jammil.

## Faixas
| Edição padrão  |                                                            |                               |         |  |
| N.º            | Título                                                     | Compositor(es)                | Duração |  |
| 1.             | "Ó Quem Voltou"                                            | Adriel de Menezes, Luiz Tomim | 3:28    |  |
| 2.             | "Meu Mundo" (com a participação de Kito)                   | Menezes, Tomim                | 3:04    |  |
| 3.             | "Atração"                                                  | Menezes, Tomim                | 2:31    |  |
| 4.             | "Seis da Matina"                                           | Menezes, Tomim                | 2:34    |  |
| 5.             | "Solta Na Noite" (com a participação de Sorriso Maroto)    | Menezes, Tomim                | 2:40    |  |
| 6.             | "Namastê, Salamaleico"                                     | Menezes, Tomim                | 2:20    |  |
| 7.             | "Igual a Você, Não Tem" (com a participação de Lucas Dcan) | Menezes, Tomim, Lucas Dcan    | 3:16    |  |
| 8.             | "Fiesta Muy Loka"                                          | Menezes, Tomim                | 2:43    |  |
| 9.             | "Registrei"                                                | Menezes, Tomim                | 2:34    |  |
| 10.            | "Gênio da Lâmpada" (com a participação de Levi Lima)       | Menezes, Tomim, Ivo Mozart    | 2:36    |  |
| 11.            | "Presença"                                                 | Menezes, Tomim                | 2:23    |  |
| 12.            | "Tudo Bem" (com a participação de MC Bella)                | Menezes, Tomim                | 2:48    |  |
| 13.            | "Ops" (com a participação de Mr. Catra)                    | Menezes, Tomim                | 4:22    |  |
| Duração total: | Duração total:                                             | Duração total:                | 37:23   |  |